# Ягадут га-Тора
Ягадут га-Тора (івр. יהדות התורה‏, «Об'єднаний іудаїзм Тори») — єдиний список ізраїльських ультраортодоксальних політичних партій, блок двох релігійних партій: «Агудат Ісраель» та «Деґель га-Тора». Альянс «Ягадут га-Тора» був уперше створений у 1992 році, щоб максимізувати представництво релігійних ашкеназім у кнесеті. Незважаючи на розкол альянсу в 2004 році через рабинські розбіжності, сторони помирилися в 2006 році, щоб запобігти втраті голосів. У квітні 2019 року партія досягла найбільшої кількості місць за всю історію, отримавши вісім місць.
На відміну від схожих релігійно орієнтованих партій, таких як ШАС, «Єврейський дім», «Ткума» та Ноам, блок «Ягадут га-Тора» є несіоністським. На відміну від деяких інших політичних партій харедім, партія відома своїм використанням технологій та електронних комунікацій.